# Tupkovec
Tupkovec is een plaats in de gemeente Gornji Mihaljevec in de Kroatische provincie Međimurje. De plaats telt 93 inwoners (2001).